# Marino Clinger
Marino Clinger Toledo Neto (Manhuaçu, 16 de outubro de 1933 — 26 de janeiro de 2021) foi um médico e político brasileiro. Foi prefeito de Volta Redonda de 1986 à 1988 e deputado federal pelo Rio de Janeiro de 1991 à 1995. 

## Biografia
Marino Clinger Toledo Neto nasceu em Manhuaçu (MG) no dia 16 de outubro de 1933, filho de Mário Ferreira Neto e de Beranisa Toledo Neto.
Iniciou seus estudos universitários em 1954, quando ingressou no curso de farmácia na Faculdade de Farmácia e de Odontologia do Rio de Janeiro, que freqüentou até 1956. Nesse ano, começou o curso de medicina na Faculdade de Ciências Médicas do Rio de Janeiro, concluindo-o em 1961.
Radicado em Volta Redonda, em 1966 tornou-se sócio-fundador do Rotary Clube de Volta Redonda-Leste. Quatro anos depois fundou o Hospital Infantil e a Maternidade de Jardim Amália, também em Volta Redonda.
Iniciou sua carreira política em 1982, quando elegeu-se vereador à Câmara Municipal de Volta Redonda, na legenda do Partido Democrático Trabalhista (PDT), sendo empossado em fevereiro seguinte. Candidatou-se com êxito, em novembro de 1985, a prefeito de Volta Redonda. Renunciando ao mandato de vereador, assumiu a prefeitura em janeiro de 1986, saindo do cargo em 31 de dezembro de 1988, ao findar o seu mandato.
Afastado por quase dois anos da política, voltou a disputar um mandato parlamentar em outubro de 1990, concorrendo a uma vaga na Câmara dos Deputados. Eleito primeiro suplente da lista de candidatos pedetistas, assumiu o mandato em 19 de março de 1991, na vaga de Brandão Monteiro, que foi nomeado secretário estadual de Transportes pelo governador do Rio de Janeiro, Leonel Brizola (1991-1994). Durante a legislatura, Clinger foi titular da Comissão de Economia, Indústria e Comércio e suplente da Comissão de Viação e Transportes, Desenvolvimento Urbano e Interior da Câmara.
Na sessão da Câmara dos Deputados de 29 de setembro de 1992, votou a favor da abertura de um processo de impeachment contra o presidente Fernando Collor de Melo, acusado de crime de responsabilidade por ligações com um esquema de corrupção liderado pelo ex-tesoureiro de sua campanha presidencial, Paulo César Farias. Afastado da presidência após a votação na Câmara, Collor renunciou ao mandato em 29 de dezembro seguinte, pouco antes da conclusão do processo pelo Senado Federal. O vice Itamar Franco, que vinha exercendo o cargo interinamente desde o dia 2 de outubro, foi efetivado no cargo.
Em janeiro de 1993, Clinger tomou posse definitiva como deputado federal em substituição a César Maia, que se elegera prefeito do Rio de Janeiro no ano anterior. Ainda nessa legislatura, nas principais votações do período, votou a favor da criação do Imposto Provisório sobre Movimentação Financeira (IPMF), de 0,25% sobre transações bancárias, criado como fonte complementar de recursos para saúde, e votou contra o fim do voto obrigatório e a criação do Fundo Social de Emergência (FSE), que permitiu ao governo retirar recursos de áreas como saúde e educação para ter maior liberdade de administração das verbas.
Em 3 de outubro de 1994, candidatou-se mais uma vez à Câmara na legenda do PDT, porém não conseguiu se eleger. Dezesseis dias depois, o Tribunal Regional Eleitoral do Rio de Janeiro (TRE-RJ) decidiu anular a eleição por suspeitas de fraude. Marcado novo escrutínio para novembro seguinte, Clinger saiu novamente derrotado, deixando a Câmara em janeiro de 1995, ao final de seu mandato.
Em outubro de 1996, disputou a prefeitura de Volta Redonda, mas ficou em terceiro lugar no pleito vencido pelo candidato do Partido Socialista Brasileiro (PSB), Antônio Francisco Neto. Na eleição de outubro de 1998, candidatou-se a uma cadeira na Câmara, na legenda do PDT, não sendo bem-sucedido. Com a posse de Anthony Garotinho à frente do governo do estado do Rio de Janeiro em 1999, Marino Clinger foi nomeado subsecretário de Governo. Em 2000, deixou o PDT, acompanhando a decisão de Anthony Garotinho que rompera com o líder da agremiação Leonel Brizola. Marino Clinger filiou-se ao Partido Socialista Brasileiro (PSB), e em outubro de 2002, disputou uma vaga na Assembléia Legislativa do Rio de Janeiro, mas não foi eleito.
Em 2009, filiou-se ao Partido da República (PR)
Marino Clinger casou-se com Adiléia Toledo. Teve três filhos.

## Morte
Morreu em 26 de janeiro de 2022, aos 88 anos, de falência múltipla dos órgãos. 